# San Martín (apellido)
El apellido "San Martín" es un apellido de origen español que hace referencia a un santo del siglo XVI. Además, se encuentra repartido por la geografía española. La comunidad de Madrid cuenta con 2216 personas apellidadas "San Martín", seguida de Asturias (1046) o Barcelona (1040). Otra comunidad en la que destaca la existencia de este apellido es La Rioja, con 866 personas, seguido de Vizcaya con en torno a 700. En menor medida y rondando los 400 "San Martín" encontramos Cantabria, Navarra y León.
Sólo en España son 84000 personas las que comparten este apellido, aunque esto no quiere decir que todas estén relacionadas mediante hilos familiares, puesto que el origen del apellido se reparte entre diversos puntos geográficos y se extiende internacionalmente. No obstante, es el 563º apellido más común en este país, España. La Rioja es la Comunidad Autónoma donde más se concentran; más del 5% de los españoles con este apellido viven aquí.
El sureste español destaca por la ínfima parte de la población que comparte este apellido en su geografía, al igual que las Islas Canarias y Baleares o las provincias extrapeninsulares de Ceuta y Melilla.
En cuanto a santos que iniciaron este apellido aparecen diferentes nombres: San Martín de Tours, San Martín de Braga, San Martín I, San Martín de León y San Martín de Porres.
Personajes famosos e ilustres que han llevado este apellido son Juan de San Martín, Juan de San Martín y Gómez, militar español José de San Martín, general argentino, Manuel San Martin, militar mexicano, Juan Ignacio San Martín, ingeniero aeronáutico, Ramón San Martín y Casamada, farmacéutico ilustre de la época franquista, y Miguel San Martín, ingeniero aeronáutico también.

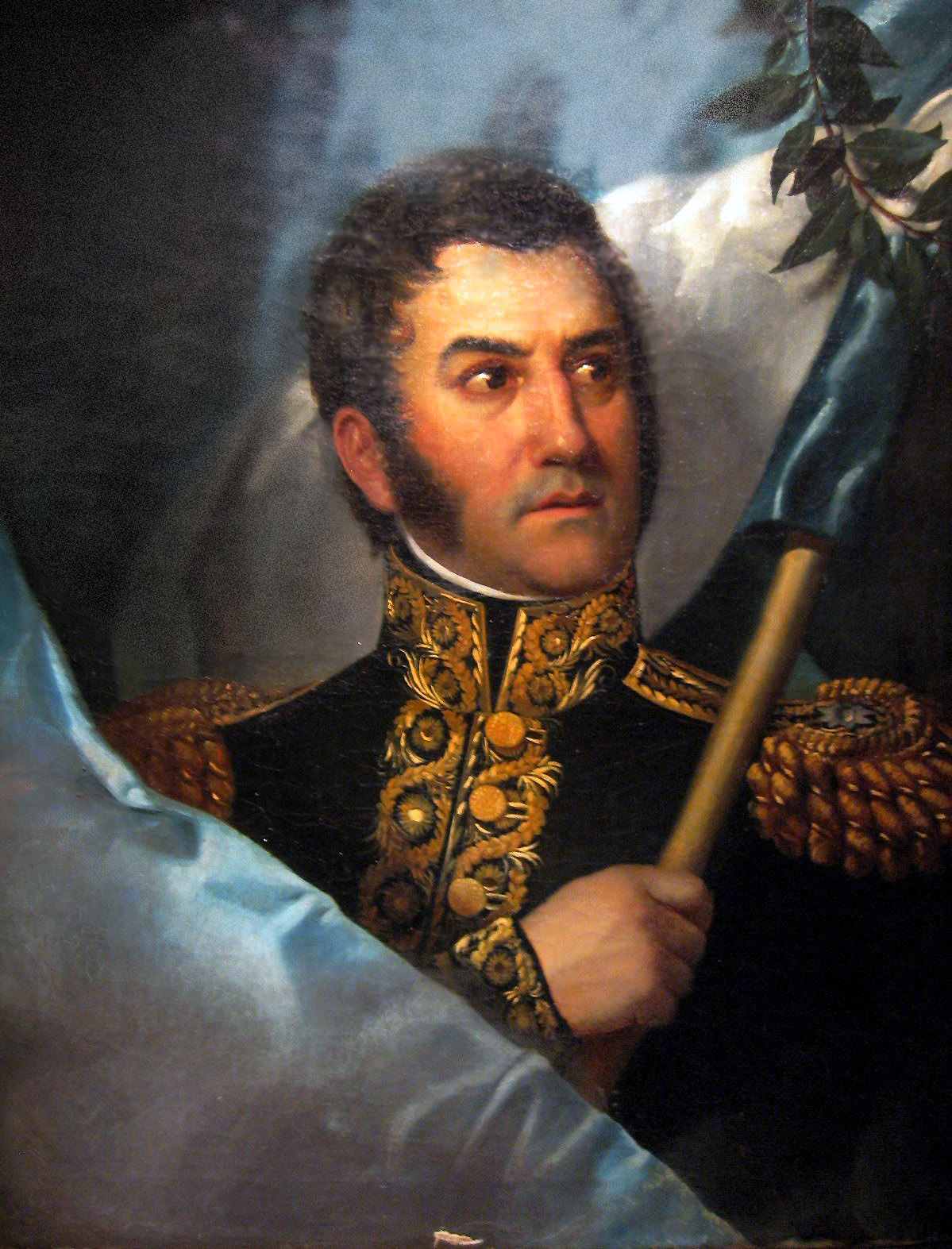
José de San Martín